# Flugzeugabsturz von Raunheim
Beim Flugzeugabsturz von Raunheim stürzte am Vormittag des 28. Januar 1952 ein Transportflugzeug der US Air Force in den hessischen Ort Raunheim. Die Fairchild C-82 mit dem Kennzeichen 45-57791 und der Werknummer 10161 flog in Formation mit elf anderen Flugzeugen desselben Typs, als sie plötzlich in Brand geriet.
Drei Bewohner des Hauses in der Haßlocher Straße 28 wurden getötet. Die fünfköpfige Besatzung des Flugzeuges konnte mit dem Fallschirm abspringen. Der Kommandant hatte die Flugbahn der brennenden Maschine zwar noch so vorauszubestimmen versucht, dass sie auf freiem Feld abstürzen würde. Das Flugzeug streifte aber einen Mast und wurde dadurch genau auf die beiden einzigen Häuser in näherer Umgebung gelenkt.